# Клафути

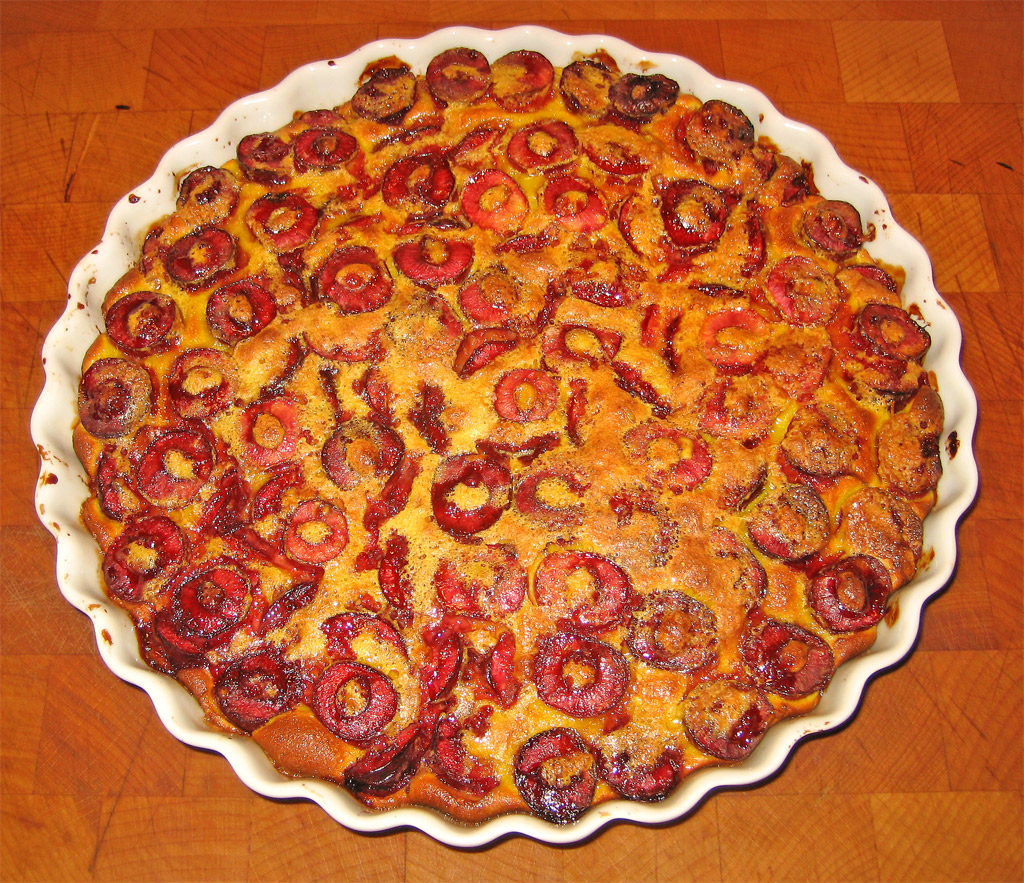
Вишнёвый клафути

Клафути́ (фр. clafoutis, от окс. clafir — наполнять) — французский десерт, соединяющий в себе черты запеканки и пирога. Фрукты в сладком жидком яичном тесте, похожем на блинное, выпекаются в формах для запеканок или киша. В смазанную жиром форму для выпечки сначала кладут фрукты, а затем заливают их тестом. Считается, что клафути придумали в Лиможе.
Классическим считается клафути из свежей вишни с косточками, но его также делают из консервированных плодов без косточек. Существуют персиковый, яблочный и грушевый клафути, при этом фрукты разрезаются на кусочки размером с вишню.